# (78221) Leonmow
(78221) Leonmow es un asteroide perteneciente al cinturón de asteroides, región del sistema solar que se encuentra entre las órbitas de Marte y Júpiter, descubierto el 18 de julio de 2002 por el equipo del Observatorio George desde Needville, Texas, Estados Unidos.

## Designación y nombre
Designado provisionalmente como 2002 OP7. Fue nombrado en homenaje a Leon Mow (1919-2002) quien fue un filántropo australiano con un gran interés por la astronomía. En 1990 donó un lugar con un cielo oscuro excelente a la Sociedad Astronómica de Victoria (ASV), para que otros pudieran compartir su pasión. El ASV celebra allí cada año varias reuniones para observar el cielo.

## Características orbitales
Leonmow está situado a una distancia media del Sol de 2,592 ua, pudiendo alejarse hasta 3,165 ua y acercarse hasta 2,018 ua. Su excentricidad es 0,221 y la inclinación orbital 11,341 grados. Emplea 1524,16 días en completar una órbita alrededor del Sol.

## Características físicas
La magnitud absoluta de Leonmow es 15,53. Tiene 4,971 km de diámetro y su albedo se estima en 0,054. 